# 沖繩石斛
沖繩石斛（学名：Dendrobium okinawense）为蘭科石斛屬下的一个种。

## 扩展阅读
- 维基共享资源上的相關多媒體資源：沖繩石斛
- 維基物種上的相關：沖繩石斛